# گابریل سالویاتی
گابریل سالویاتی (انگلیسی: Gabriele Salviati; ۲۹ مارس ۱۹۱۰ – ۱۵ اکتبر ۱۹۸۷) دونده اهل ایتالیا بود.